# Agelas marmarica
Agelas marmarica är en svampdjursart som beskrevs av Claude Lévi 1958. Agelas marmarica ingår i släktet Agelas och familjen Agelasidae. Inga underarter finns listade i Catalogue of Life.